# Pandeirola

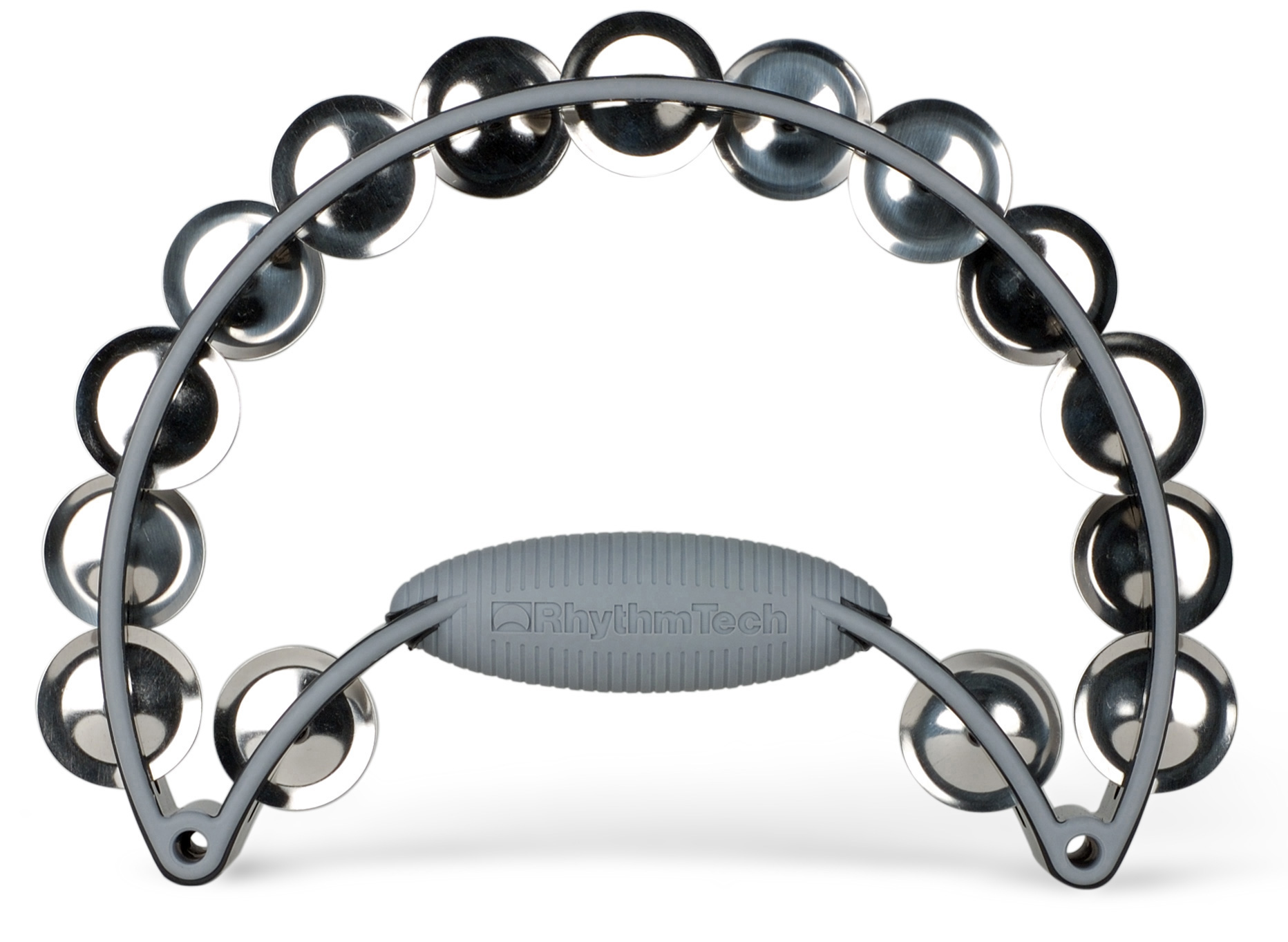
Pandeirola

A pandeirola ou meia-lua é um instrumento musical de percussão com soalhas que consiste numa variante moderna do tamborim. É capaz de produzir dois sons, ou seja, um tilintar rítmico e o shake roll. Como o tamborim, ganha em faixa dinâmica, mas perde em precisão e agilidade.